# Маккан

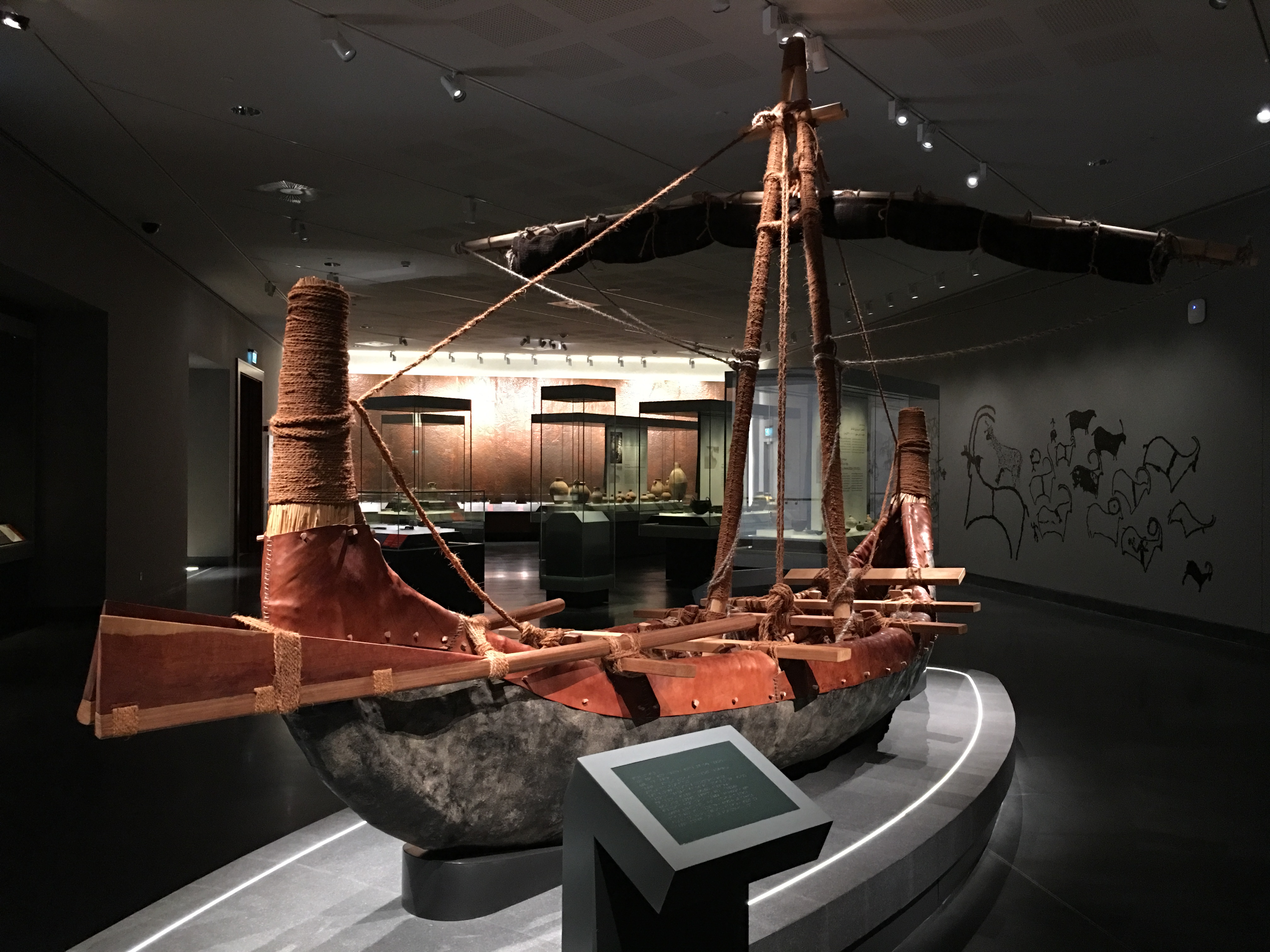
Модель маганського судна, на якому велась торгівля з Шумером

Маккан, Маган (шум. Makkan) — назва легендарної країни, що була розташована на східному узбережжі Аравійського півострова, з якої наприкінці III тисячоліття до н. е. шумерські міста отримували мідь і діорит.

## Характеристика
Більшість дослідників локалізує Маккан на теренах сучасного Оману, рідше вважають його іншою назвою йеменського Маїну. Потужним центром видобутку міді в Західній Азії були родовища південно-східної частини Аравійського півострова (територія сучасного Оману). Найдавніші знахідки міді та перші рудники датують тут III тис. до н. е. Основний район розробок зосереджувався в горах поблизу Оманської затоки, де на території площею близько 30 тис. км² розташовувалось більше 100 мідних родовищ і рудопроявів (насамперед райони Ваді-Джизі, Назва, Майсар). Розроблялися окислені та сульфідні руди. Гірничі роботи вели як відкритим, так і підземним способом (фіксуються кар'єри, а також численні стволи та штольні). Майже на всіх копальнях можна знайти сліди металургійної діяльності у вигляді шлакових відвалів, горнів, ливарних форм тощо. Виявлено багато поселень давніх гірників-металургів.
Із занепадом активної морської торгівлі Месопотамії із Сходом, мідь почали завозити з Кіпру, а назва «Маккан» перетворилася у месопотамському епосі на один з синонімів далекої казкової країни. Саме цим можна пояснити її появу в едикті ассирійського царя Ашшурбаніпала (668—627 рр. до н. е.), який згадує її поруч з Єгиптом.